# 巴特沃斯滤波器
巴特沃斯滤波器（英語：Butterworth filter）是一种通频带之频率响应曲线平坦無漣波的信号处理滤波器。它也被称作最大平坦滤波器。这种滤波器最先由英国工程师、物理学家史蒂芬·巴特沃斯在1930年发表的论文《滤波器放大器理论研究》中提出的。

## 巴特沃斯滤波器的特性

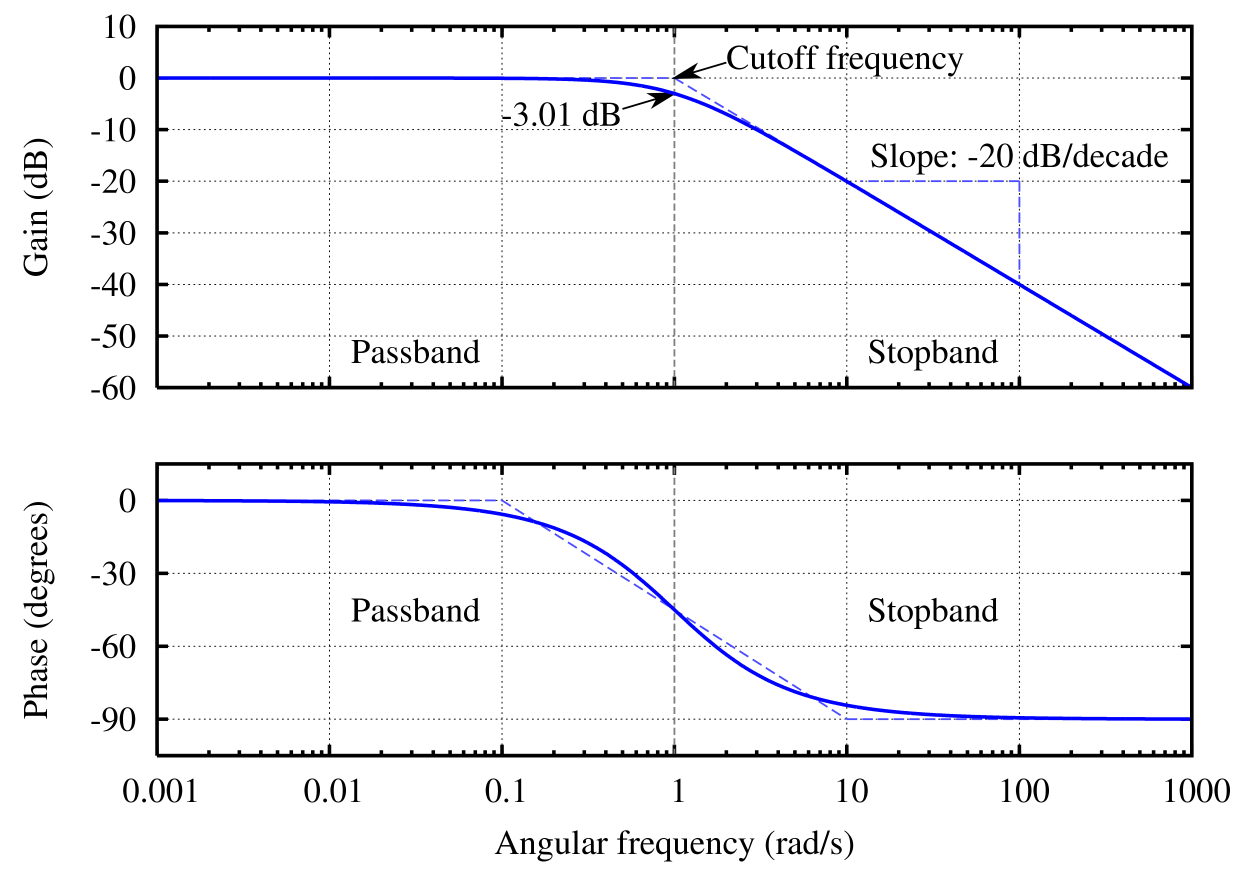
一阶巴特沃斯低通滤波器的波特图

巴特沃斯滤波器的特点是通频带内的频率响应曲线最大限度平坦，没有漣波，而在阻频带则逐渐下降为零。
在对数波特图上，从某一边界角频率开始，振幅随着角频率的增加而线性减少至负无穷。
一阶巴特沃斯滤波器的衰减率为每倍频6 dB，每十倍频20 dB（所有一阶低通滤波器具有相同的归一化频率响应）。二阶巴特沃斯滤波器的衰减率为每倍频12 dB、 三阶巴特沃斯滤波器的衰减率为每倍频18 dB、如此类推。巴特沃斯滤波器的振幅是 ω 的一个单调函数，并且也是唯一的无论阶数，振幅对角频率曲线都保持同样的形状的滤波器。只不过滤波器阶数越高，在阻频带振幅衰减速度越快。其他滤波器高阶的振幅对角频率图和低级数的振幅对角频率有不同的形状。

## 传递函数
n 阶巴特沃斯低通滤波器的增益 {\displaystyle G(\omega )} 为：
{\displaystyle G^{2}(\omega )=\left|H(j\omega )\right|^{2}={\frac {{G_{0}}^{2}}{1+\left({\frac {\omega }{\omega _{c}}}\right)^{2n}}}}
其中, 
- n = 滤波器的阶数

一阶至五阶巴特沃斯低通滤波器增益图，截止频率 。注意到斜率是 20n dB/decade，其中 n 为滤波器阶数。

- ωc =截止频率 =功率下降为 -3分贝时的 频率
- {\displaystyle G_{0}} 是直流增益（零频率增益）

可以看出随着 n 趋近于无穷，增益变为一个矩形函数，频率低于 ωc 的会以 {\displaystyle G_{0}} 的增益通过，而频率高于 ωc 的就会被抑制。对于较小的 n 值，截止就会变得不十分尖锐。
我们希望能够（通过拉普拉斯变换）确定传递函数 H(s)，其中 {\displaystyle s=\sigma +j\omega }。根据 {\displaystyle \left|H(s)\right|^{2}=H(s){\overline {H(s)}}}，及拉普拉斯变换在虚轴 {\displaystyle s=j\omega } 上的性质 {\displaystyle H(-j\omega )={\overline {H(j\omega )}}}，若选取 H(s) 满足：
{\displaystyle H(s)H(-s)={\frac {{G_{0}}^{2}}{1+\left({\frac {-s^{2}}{\omega _{c}^{2}}}\right)^{n}}},}
则对于虚数输入 {\displaystyle s=j\omega }，我们就有了巴特沃斯滤波器的频率响应。
上述表达式的 n 个极点等距离地分布在半径为 ωc 的圆上，并关于虚轴对称。为了具有稳定性，传递函数 H(s) 要选择只包含 s 负实半平面的极点。第 k 个极点为
{\displaystyle -{\frac {s_{k}^{2}}{\omega _{c}^{2}}}=(-1)^{\frac {1}{n}}=e^{\frac {j(2k-1)\pi }{n}}\qquad k=1,2,3,\ldots ,n}
因此，
{\displaystyle s_{k}=\omega _{c}e^{\frac {j(2k+n-1)\pi }{2n}}\qquad k=1,2,3,\ldots ,n.}
n阶巴特沃斯低通滤波器的振幅和频率关系可用如下的公式表示：
{\displaystyle G_{n}(\omega )=\left|H_{n}(j\omega )\right|={1 \over {\sqrt {1+(\omega /\omega _{\mathrm {c} })^{2n}}}}}
其中：
- G 表示滤波器的放大率，
- H 表示 傳遞函數，
- j 是 虚数单位，
- n 表示滤波器的级数，
- ω 是信号的 角频率，以弧度/秒 为单位，
- {\displaystyle \omega _{\mathrm {c} }} 是振幅下降3分贝时的截止频率。

令截止频率{\displaystyle \omega _{\mathrm {c} }=1}), 将上列公式规定一化成为：
{\displaystyle G_{n}(\omega )=\left|H_{n}(j\omega )\right|={1 \over {\sqrt {1+\omega ^{2n}}}}}

### 根据衰减度求滤波器的阶数
令 1/A={\displaystyle G_{n}(\omega )}
{\displaystyle n={\frac {log_{10}(A^{2}-1)}{2log_{10}(\omega )}}}
例：在 {\displaystyle (\omega )=2}  时 {\displaystyle G_{n}(\omega )}=0.005
A= 200,  n=7.6,  取大一号整数，即需要 8 阶巴特沃斯滤波器。

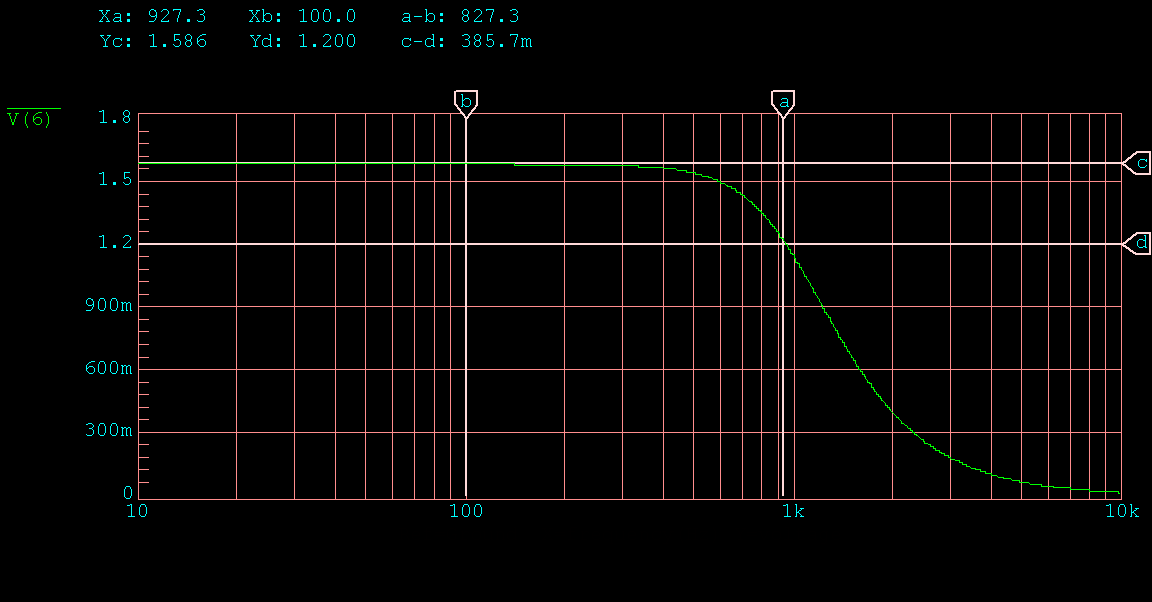
二阶巴特沃斯低通滤波器的波特图

### 幅度最平坦的滤波器
g的头(2n-1)次导数在ω = 0时为零，说明放大率对 ω 是常数。
因此巴特沃斯滤波器又被称为最平坦的滤波器。

### 高频衰减
因此，n阶巴特沃斯低通滤波器的高频衰减为每十倍频20n 分贝。

## 实例
k阶巴特沃斯滤波器的考尔第一型电子线路图如下: 其中：
- 电容{\displaystyle C_{k}=2sin\left[{\frac {(2k-1)}{2n}}\pi \right]}; k = 奇数
- 电感{\displaystyle L_{k}=2sin\left[{\frac {(2k-1)}{2n}}\pi \right]}; k = 偶数

## 归一化的巴特沃斯多项式
| n | 多项式因子 {\displaystyle B_{n}(s)}                                                 |
| - | ----------------------------------------------------------------------------------- |
| 1 | {\displaystyle (s+1)}                                                               |
| 2 | {\displaystyle s^{2}+1.414s+1}                                                      |
| 3 | {\displaystyle (s+1)(s^{2}+s+1)}                                                    |
| 4 | {\displaystyle (s^{2}+0.7654s+1)(s^{2}+1.8478s+1)}                                  |
| 5 | {\displaystyle (s+1)(s^{2}+0.6180s+1)(s^{2}+1.6180s+1)}                             |
| 6 | {\displaystyle (s^{2}+0.5176s+1)(s^{2}+1.414s+1)(s^{2}+1.9318s+1)}                  |
| 7 | {\displaystyle (s+1)(s^{2}+0.4450s+1)(s^{2}+1.247s+1)(s^{2}+1.8022s+1)}             |
| 8 | {\displaystyle (s^{2}+0.3986s+1)(s^{2}+1.111s+1)(s^{2}+1.6630s+1)(s^{2}+1.9622s+1)} |

## 与其他类型滤波器的比较
下图是巴特沃斯滤波器（左上）和同阶I型切比雪夫滤波器（右上）、II型切比雪夫滤波器（左下）、椭圆函数滤波器（右下）的频率响应图。
由图可见，巴特沃斯滤波器的衰减速度比其他类型滤波器缓慢，但十分平坦，没有幅度变化。